# Alternaria cinerariae
Alternaria cinerariae är en svampart som beskrevs av Hori & Enjoji 1931. Alternaria cinerariae ingår i släktet Alternaria och familjen Pleosporaceae.   Inga underarter finns listade i Catalogue of Life.